# Герцог Сент-Олбанс

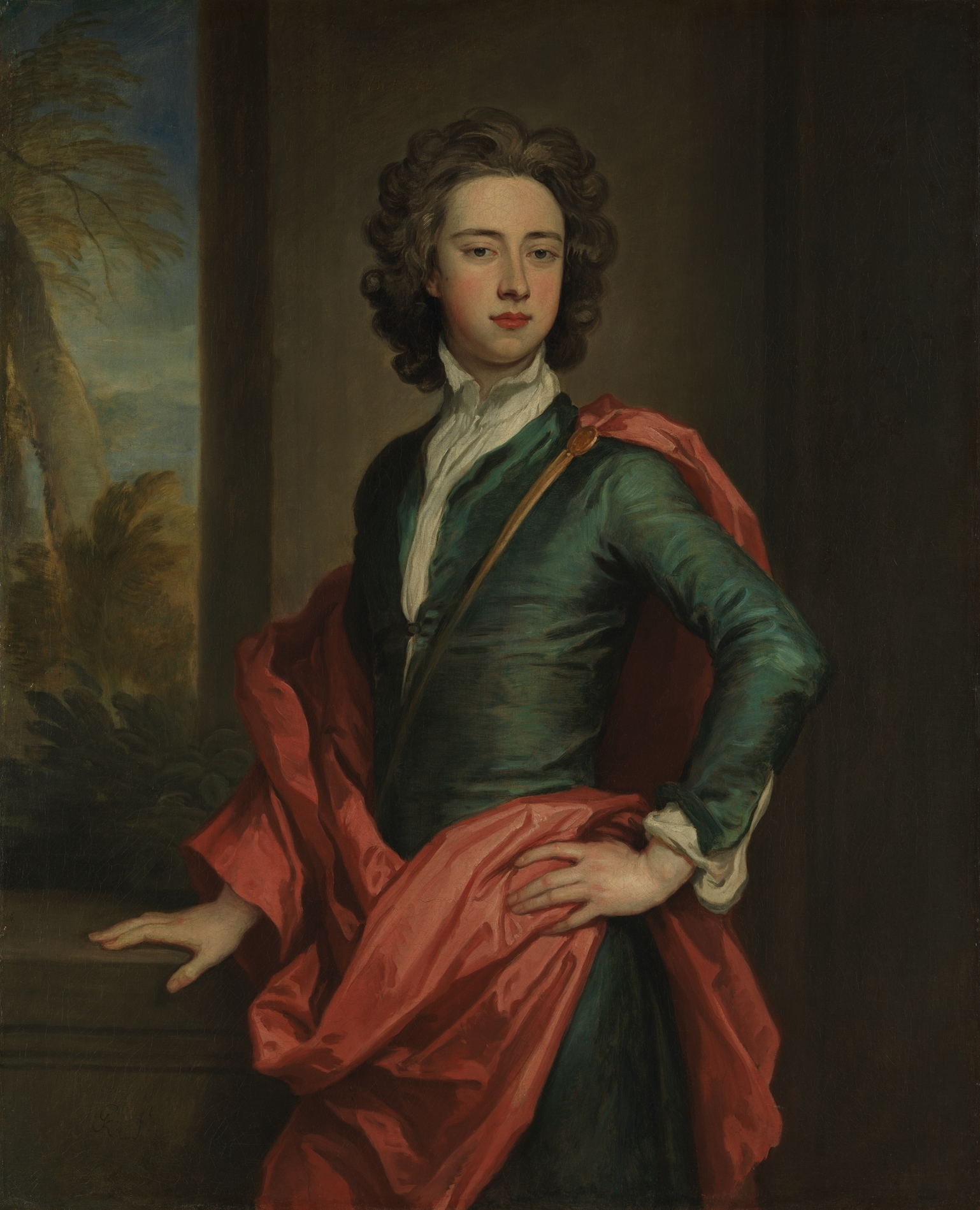
Чарльз Боклер, 1-й герцог Сент-Олбанс.

Герцог Сент-Олбанс (англ. Duke of St Albans) — аристократический титул в пэрстве Англии. Титул был создан 10 января 1684 года для Чарльза Боклера, 1-го графа Бёрфорда, которому было 14 лет. Король Карл II признал его своим незаконным сыном от актрисы Нелл Гвин и присвоил ему герцогский титул. Карл II также присвоил герцогские титулы Монмут, Ричмонд, Леннокс, Саутгемптон и Графтон своим другим незаконным сыновьям.
Второстепенными титулами герцога являются: граф Бёрфорд, в графстве Оксфорд (1676 год), барон Хеддингтон, в графстве Оксфорд (1676 год) и барон Вер из Хенворта, в графстве Мидлсекс (1750 год). Титулы графа и барона Хеддингтон принадлежат к пэрству Англии, барона Вер — к пэрству Великобритании. Герцоги Сент-Олбанс также занимают наследственную должность Великого сокольничего Англии; до конца XVIII века им также принадлежала наследственная должность секретаря Канцлерского суда.
Старший сын и наследник герцога Сент-Олбанс известен под титулом учтивости граф Бёрфорд, а старший сын и наследник лорда Бёрфорда известен как лорд Вер.
Последние герцоги Сент-Олбанс не держат поместья. Бывшими резиденциями герцогов Сент-Олбанс были Бествуд в Ноттингемшире и Аппер-Гаттон в графстве Суррей.
Принятое произношение семейной фамилии Боклер англ. Beauclerk отражается в оригинальном альтернативном переводе Beauclaire: Бо-Клер.

## Герцоги Сент-Олбанс (1719)
Другие титулы: граф Бёрфорд, в графстве Оксфорд, и барон Хеддингтон, в графстве Оксфорд (1676 год)
- Чарльз Боклер, 1-й герцог Сент-Олбанс (1670—1726) (старший незаконнорожденный сын Карла II и Нелл Гвинн);
- Чарльз Боклер, 2-й герцог Сент-Олбанс (1696—1751) (старший сын 1-го герцога);
- Джордж Боклер, 3-й герцог Сент-Олбанс (1720—1786) (единственный сын 2-го герцога, умер, не оставив потомства);
- Джордж Боклер, 4-й герцог Сент-Олбанс (1758—1787) (внук лорда Уильяма Боклера, второго сына 1-го герцога, умер неженатым);

Другие титулы: (с 5-го герцога и далее): барон Вер из Хенворта, в графстве Мидлсекс (1750 год)
- Обри Боклер, 5-й герцог Сент-Олбанс (1740—1802) (четвертый и младший сын Вера Боклера, 1-го барона Вер, третьего сына 1-го герцога);
- Обри Боклер, 6-й герцог Сент-Олбанс (1765—1815) (старший сын 5-го герцога);
- Обри Боклер, 7-й герцог Сент-Олбанс (1815—1816) (единственный сын 6-го герцога, умер в младенчестве);
- Уильям Боклер, 8-й герцог Сент-Олбанс (1766—1825) (второй сын 5-го герцога);
- Уильям Обри де Вер Боклер, 9-й герцог Сент-Олбанс (1801—1849) (старший сын 8-го герцога);
- Уильям Эмеелиус Обри де Вер Боклер, 10-й герцог Сент-Олбанс (1840—1898) (единственный сын 9-го герцога);
- Чарльз Виктор Альберт Обри де Вер Боклер, 11-й герцог Сент-Олбанс (1870—1934) (старший сын 10-го герцога, умер, не оставив потомства);
- Осборн де Вер Боклер, 12-й герцог Сент-Олбанс (1874—1964) (второй сын 10-го герцога, умер, не оставив потомства);
- Чарльз Фредерик Обри де Вер Боклер, 13-й герцог Сент-Олбанс (1915—1988) (внук лорда Чарльза Боклера, пятого сына 8-го герцога);
- Мюррей де Вер Боклер, 14-й герцог Сент-Олбанс (родился в 1939) (старший сын 13-го герцога);

Наследник: Чарльз Фрэнсис Тофем де Вер Боклер, граф Бёрфорд (родился в 1965) (единственный сын 14-го герцога);
Наследник наследника: Джеймс Малкольм Обри Эдвард де Вер Боклер, лорд Вер из Хенворта (родился в 1995) (единственный сын графа Бёрфорда).

## Бароны Вер (1750)
- Вер Боклер, 1-й барон Вер (1699—1781) (третий сын 1-го герцога);
- Обри Боклер, 2-й барон Вер (1740—1802) (наследовал, как 5-й герцог Сент-Олбанс в 1787 году).

по последующим баронам Вер см. выше герцоги Сент-Олбанс

## Линия наследования
- Чарльз Фрэнсис Тофем де Вер Боклер, граф Бёрфорд (род. 1965) (единственный сын 14-го герцога);
- Джеймс Малкольм Обри Эдуард де Вер Боклер, лорд Вер из Хенворта (род. 1995) (единственный сын лорда Бёрфорда);
- лорд Питер Чарльз де Вер Боклер (род. 1948) (второй сын 13-го герцога);
- Тензин Боклер (род. 2005) (моложе, но единственный выживший сын лорда Питера);
- лорд Джеймс Чарльз Феск де Вер Боклер (род. 1949) (третий сын 13-го герцога);
- лорд Джон Уильям Обри де Вер Боклер (род. 1950) (младший сын 13-го герцога);
- Уильям Рафаэль Боклер, маркиз де Валеро де Урриа (пра-пра-пра-пра-внук лорда Сидни Боклера, пятого сына 1-го герцога);
- Александр Чарльз Боклер (род. 1990) (старший сын маркиза де Валеро де Урриа);
- Кэмерон Боклер (род. 1993) (младший сын маркиза де Валеро де Урриа).

Только указанные в позициях с 1 по 6 наследуют баронство Вер.